# 列什瓦湖
列什瓦湖（白俄羅斯語：Лешва）是白俄羅斯的湖泊，位於烏沙奇西北7公里，由維捷布斯克州負責管轄，長0.29公里、寬0.1公里，面積0.02平方公里，湖岸線長度0.52公里。